# Белов, Алексей Николаевич (музыкант)
Алексе́й Никола́евич Бело́в (24 января 1958, Москва) — советский и российский рок-музыкант и автор песен, продюсер. Наиболее известен как лидер группы «Парк Горького», соло-гитарист и автор большинства песен Ольги Кормухиной.

## Биография
Музыкой занимался с детства. В семь лет поступил в музыкальную школу, учился играть на скрипке, потом на баяне. Гитару освоил самостоятельно, а с 14 лет начал играть в группах.
В конце 1970-х годов начал выступать как гитарист в вокально-инструментальном ансамбле «Надежда». В 2015 году продюсер «Надежды» Миша Плоткин вспоминал, как в 1980 году неосмотрительно показал Давиду Тухманову, который искал исполнителей для своего нового альбома «НЛО», участника своего вокально-инструментального ансамбля «Надежда» Алексея Белова с предложением «послушать гитариста, который ничуть не хуже, а может даже лучше» Бориса Пивоварова. Это привело к необратимым потерям «Надежды»: Тухманов посмотрел не только Белова, но и других участников плоткинского ансамбля, и после этого трое из них — Алексей Белов, Николай Носков (вокал, ритм-гитара) и Дмитрий Серебряков (ударные) — перешли в созданную Тухмановым под запись нового альбома группу «Москва».
С 1980 по 1984 годы — гитарист и аранжировщик группы «Москва».
В 1987 году становится одним из основателей группы «Парк Горького». Вместе с остальными участниками группы переезжает в США, где проводит около 10 лет.
В 1997 году Алексей White Белов (гитара), Алексей Белов-младший (клавиши), Алексей Белов из «Gorky Park» записали блюзовый диск «Три Алексея Белова».
В 2009 году вышел альбом проекта «БАтаник», саунд-продюсером, автором всей музыки и аранжировщиком стал Алексей Белов.
В июле 2010 года на Славянском базаре представил новую совместную песню-дуэт «Открой мне дверь» с Ольгой Кормухиной в рамках фестиваля «Звёзды „Радио шансон“ на Славянском базаре».
В 2010 году вышел сингл Белова на стихи Николая Рубцова «Чёрная ночь», в 2014 году вышел одноимённый клип, снятый Ольгой Кормухиной.
Выступает сольно и с музыкантами группы «Парк Горького», продюсирует проект «БАтаник», пишет музыку для кино: «Красный змей», «Зеркальные войны», «Туман» (режиссёр Антон Дорин). Автор практически всех новых песен Ольги Кормухиной: в 2012 году вышел её альбом «Падаю в небо», а в 2016 году — альбом «Соль».
30 января 2014 года вышел сингл «Moscow Calling» совместно с Ольгой Кормухиной, в релиз вошли англо- и русскоязычные версии песни.
11 июля 2018 года состоялся релиз сингла Алексея Белова «В Москве жить», 23 августа 2018 года — премьера клипа «В Москве жить», где Алексей Белов выступил впервые в качестве режиссёра.
14 февраля 2020 года состоялась премьера клипа Алексея Белова «Не отпускай моей руки», режиссёром клипа вновь выступил сам музыкант.

## Семья
Жена (с 1999 года) — Ольга Кормухина, певица.
Дочь — Анатолия (2000 г.р.). Имя получила по настоянию священника Николая Гурьянова, который благословил Алексея и Ольгу на брак.